# 오자토 야스히로
오자토 야스히로(일본어: 小里 泰弘, 1958년 9월 29일~)는 일본의 정치인이다.

## 생애
1958년 9월 29일 가고시마현 아이라군 기리시마정(현 기리시마시)에서 정치인 오자토 사다토시의 아들로 태어났다. 가고시마현립 쓰루마루 고등학교를 거쳐 게이오기주쿠 대학 법학부 법률학과를 졸업한 뒤 노무라 증권에 입사했다.
1990년 사다토시가 노동대신에 취임하자 야스히로는 대신비서관이 되어 정계에 입문했다. 이후 사다토시가 한신·아와지 대책본부 부본부장, 총무청 장관, 중앙성청개혁담당대신 등을 거칠 때마다 야스히로도 비서관으로 근무하며 정치를 배웠다.
2005년 9월에 예정된 총선에 사다토시가 불출마하면서 아버지의 지역구인 가고시마현 제4구를 물려받아 총선에 출마했다. 사다토시는 자유민주당의 공천을 받았는데 민주당 공천을 받고 출마한 재선 의원 출신의 하마다 겐이치를 꺾고 당선에 성공했다.
2006년 7월 가고시마현 북부의 호쿠사쓰에 엄청난 양의 호우로 인해 큰 피해가 발생하자 센다이강의 치수에 분투했다.
2009년 총선 때는 민주당의 미나요시 이나오와 맞붙어서 2,711표 차이로 신승했다. 하지만 해당 총선에서 자민당은 정권을 상실하는 등 큰 피해를 입었다. 당시 초선 의원 중 재선에 도전한 77명 중 당선된 사람은 10명이었고 그 중에서 소선거구에서 당선된 건 오자토 외에 두 명뿐이었다. 총선 직후 자민당에 설치된 그림자 내각에서 농림수산부대신이 됐다.
2011년 3월에 도호쿠 지방 태평양 해역 지진이 발생하자 자민당은 동일본 거대지진·쓰나미 재해법 정비 등 긴급 대책 프로젝트팀을 출범시켰고 오자토는 좌장이 되었다. 이후 프로젝트팀은 피난소 대책부터 복구 대책까지 577항목에 걸친 대책안을 만들어 정부에 제시했다. 오자토 역시 개인적으로 「건물 잔해 처리 특별조치법」 등 지진 피해를 극복하기 위한 많은 법률안을 국회에 제출했다.
2012년 10월 소속되어 있던 굉지회에서 이탈한 뒤 다니가키 사다카즈가 이끄는 유린회에 참여했다. 그 해 12월 야당으로 밀려난 자민당이 정권을 되찾고 제2차 아베 신조 내각이 출범하자 자민당 농림부회장이 되었다. 이후 환태평양 경제 동반자 협정 대응 결의안 작성을 주도하고 농업·농촌 소득 배증 목표 10개년 전략을 수립하는 등 농정 분야에 크게 관여했다.
2013년 9월에는 농림수산대신정무관이 되었다. 2014년 9월 제2차 아베 신조 내각 (개조)이 발족하자 환경부대신 겸 내각부 부대신에 취임했다. 2016년 1월 중의원 농림수산위원장이 되었다.
2017년 10월에 치러진 총선 때 가고시마현 제5구가 사라지는 등 선거구 조정이 이루어지자 오자토도 가고시마현 제3구로 지역구를 옮겼다. 이후 당선에 성공하여 5선 의원이 되었다. 총선 후 열린 중의원에서 재무금융위원장이 되었다.
2018년 10월 농림수산부대신이 되었으며 2019년 9월엔 자민당 국토교통부회장에 취임했다. 2021년 10월에는 자민당 경제성장전략본부장 겸 선거대책위원회 수석부위원장이 되었다.
같은 달 치러진 총선에서 가고시마현 제3구에 출마했지만 입헌민주당의 노마 다케시에게 패배하여 처음으로 소선거구에서 낙선했다. 하지만 자민당이 규슈 비례대표 선거구에서 획득한 8석 중 마지막 8번째 의석을 차지하여 비례 부활에 성공해 6선 의원이 되었다.
2021년 11월 중의원 재해대책특별위원장이 되었으며 2023년 9월 13일 제2차 기시다 내각 (제2차 개조)이 발족하자 내각총리대신보좌관(농산어촌 지역 활성화 담당)에 취임했다.

## 역대 선거 기록
|  | 59.02% |

|  | 50.12% |

|  | 66.87% |

|  | 50.41% |

|  | 62.96% |

|  | 46.13% |